# Центр занятости населения города Москвы «Моя работа»
Центр занятости населения (ГКУ ЦЗН) «Моя работа» — государственное казенное учреждение города Москвы, осуществляющее реализацию государственной политики по обеспечению государственных гарантий в области труда, занятости населения и трудовой миграции на территории города Москвы.
Центр занятости «Моя работа» — подведомственная организация Департамента труда и социальной защиты населения города Москвы.

## История
В январе 2019 года московское правительство приступило к модернизации системы занятости москвичей. Одной из первых мер стал переезд служб из полуподвальных помещений и жилых домов в офисы центров «Мои документы». Услуги службы занятости в центрах госуслуг предоставляются по экстерриториальному принципу (т.е. вне зависимости от места жительства).
В апреле 2019 года на улице Щепкина был открыт флагманский центр «Моя работа» с доступной средой для лиц с ограниченными возможностями. Планируется открытие еще трех флагманских центров. На открытии центра Мэр города Москвы, Сергей Собянин отметил, что одной из важных мер стало избавление службы занятости Москвы от бюрократии. Вместо 24 прежних документов с 47 подписями соискателю нужно заполнить 11, время на это сократилось с 50 до 30 минут.

## Услуги
Центр занятости «Моя работа», оказывая расширенный после модернизации ряд услуг, уходит от модели «служба занятости — это биржа труда».
Для граждан
1. Содействие гражданам в поиске подходящей работы.
2. Информирование о положении на рынке труда.
3. Организация профессиональной ориентации граждан в целях выбора сферы деятельности (профессии), трудоустройства, профессионального обучения.
4. Психологическая поддержка безработных граждан.
5. Профессиональное обучение и дополнительное профессиональное образование безработных граждан и женщин в период отпуска по уходу за ребенком до достижения им возраста трех лет.
6. Осуществление социальных выплат гражданам, признанным в установленном порядке безработными.
7. Организация проведения оплачиваемых общественных работ.
8. Организация временного трудоустройства.
9. Социальная адаптация безработных граждан на рынке труда.
10. Содействие самозанятости безработных граждан.
11. Организация ярмарок вакансий и учебных рабочих мест.
12. Содействие безработным гражданам в переезде и безработным гражданам и членам их семей в переселении в другую местность для трудоустройства по направлению органов службы занятости.
13. Организация сопровождения при содействии занятости инвалидов.
Для работодателей
1. Предоставление сведений о вакансиях.
2. Содействие работодателям в подборе необходимого персонала.
3. Информирование о ситуации на рынке труда города Москвы.
4. Предоставление информации о квотировании.
5. Предоставление сведений о высвобождении работников.
6. Временное трудоустройство.
7. Предоставление сведений о неполном рабочем времени, приостановке производства, кадровом составе.
8. Предоставление табеля учета рабочего времени при организации временных и общественных работ.